# Московсько-казанська війна (1535—1552)
Моско́всько-каза́нська війна — збройний конфлікт у 1535—1552 роках між колишніми золотоординськими улусами — Московським царством і Казанським ханством. Одна з московсько-казанських воєн. Розпочалася після скинення в Казані московського ставленика й обрання новим казанським ханом Сафи Гірея. У 1535—1545 роках казанці та союзні їм черемиси, удмурти і чуваші здійснювали перманентні успішні набіги на Московію. З 1545 року московити перехопили наступальну ініціативу і розпочали підготовку до підкорення Казані. 1546 року вони спробували посадити на ханський престол Шах-Алі, володаря Касимівського ханства, васала Москви. У 1547—1548 і 1549—1550 роках московський цар Іван Грозний здійснив два невдалі походи на ханську столицю. 1551 року московити спромоглися скинути уряд Гіреїв і підписати руками промосковської казанської партії невигідний ханству мирний договір. Він спричинив повстання опозиції, прихід до влади хана Ядигар-Мухаммеда й відновлення бойових дій. 1552 року Іван Грозний втретє організував і особисто очолив похід на Казань, що була здобута в ході 2-місячної облоги. Війна закінчилася перемогою Московії й анексією Казанського ханства.

## Опис

### Казанські набіги (1533—1545)
Війна спалахнула у вересні 1535 року внаслідок державного перевороту в Казані. Казанські татарські мурзи убили казанського хана Джан-Алі, ставленика великого князя московського Василія III, й передали престол Сафі Гірею з Криму. В грудні 1535 року Москва вислала війська під командуванням князя Семена Гундорова і Василя Замитського проти нового казанського уряду. Але хан Сафа-Гірей випередив їх і здійснив набіг на Нижній Новгород та околиці. Відтоді між московитами і казанцями розпочалася війна на виснаження, що супроводжувалася перманентними наїздами на прикордонні міста противника.
З січня 1536 року казанці разом із черемисами здійснили ряд виправ до Нижнього Новгорода, Балахни, Вологди, Галича, Чухломи і Костроми. Вони спалили околиці міст й забарали у полон частину населення. У січні татар виступили московити на чолі з князем Федором Мстиславським, який напав на ворога під Лисковим, але повернути полонених не зміг. Під Коряково московський воєвода Семен Сабуров розбив татар і черемисів, а деяких узяв у полон. Влітку того ж року казанці дали московитам бій на річці Кусь, в якому загинули московські командири Михайло Сабуров і князь Петро Пьострий-Засєкін.
У відповідь на казанські напади Москва збудувала і оновила ряд фортець на «казанській україні» — казанському пограниччі — Перм, Мещера, Буйгород, Любим, Темніков, Устюг, Вологда, Володимир, Ярославль і Балахна. Проте через велику протяжність кордону створити суцільну лінію оборони було неможливо. Зокрема, восени 1539 року московити збудували місто Жиланське біля Галича, але у вересні того ж року його зруйнував мурза Чура Нариков із казанськими татарами.
В січні 1537 року казанський хан Сафа Гірей пішов великим походом на московське порубіжжя. Його військо підійшло до Мурома, випалило околиці, набрало бранців, але міста не взяло. Звідти хан рушив до Нижнього Новгорду, де так само випалив сусідні села. Його загони рушили вглиб ворожої території під Балахну, Городець, Кострому і Галич полювати на рабів. Тим часом під стінами Нижнього Новгороду московити дали казанцям бій, внаслідок якого Сафа Гірей відступив назад до батьківщини. Московський великий князь Іван Грозний планував здійснити відплатний похід на Казань, але внаслідок нестачі сил вирішив провести мирні переговори. Вони тривали з зими 1537 по зиму 1538 року, але завершилися безуспішно. 

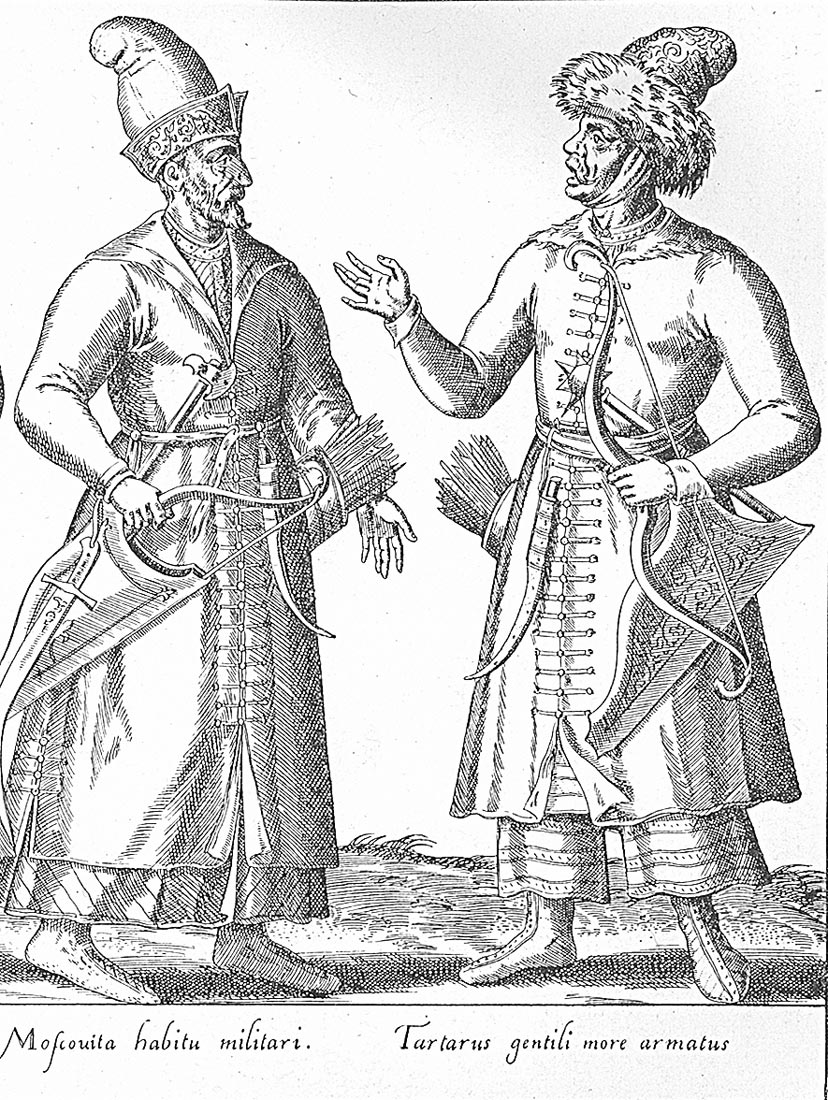
Московський (ліворуч) і татарський (праворуч) вояки (1557).

1538 року казанські татари разом із черемисами здійснили черговий похід на Костромщину і Муромщину, де спалили монастирі, містечка і села, а також набрали полонених. Нападники ходили навіть до Вятки і Устюга. Казанці спустошили міста Нижній Новгород, Муром, Мещеру, Гороховець, Балахну, половину Володимира, Шую, Юр'їв-Польський, Заволжя, Галич, Вологду, Тотьму, Устюг, Перм і Вятку. Московити не могли спинити противника, оскільки основні сили їхньої держави були сконцентровані на кримському фронті.
1540 року 8-тисячне казанське військо з татар, черемисів і чувашів, очолюване мурзою Чурою Нариковим, вирушило походом на Костромщину і винищило її. На річці Солдозі їх зустріли московити під командуванням Андрія Холмського і Олександра Горбатого, але були розбиті. Наприкінці того ж року хан Сафа Гірей особисто очолив похід у Московію, плануючи здобути Муром. У його 30-тисячному війську були казанські, кримські і ногайські татари. В грудні хан облоржив Муром й пустив загони на руйнування Мещери. Але довідавшись про наближення московського підкріплення з Володимира, зняв облогу і відійшов із трофеями на батьківщину.
Незважаючи на успішні набіги, хан Сафа Гірей поступово втрачав підтримку казанської знаті через протекцію ним кримськими татарами. Казанські мурзи створили промосковську партію, стали переходити на бік ворога й відїзджати до Москви. Московський уряд вважав цю ситуацію сприятливою для організації походу на Казань. Весною 1541 року Іван Грозний вислав Івана Шуйського до Володимира, аби готуватися для казанської кампанії. Але похід відклали через напад казанців на Нижній Новгород у грудні того ж року.
Напочатку 1542 року Москва і Казань вирішили укласти перемир'я, але підписання його було зірване. Татари поновили набіги й вщент зруйнували Устюг. Восени того ж року хан Сафа Гірей знову підійшов до Мурома й винищив околиці. У 1543—1544 роках московити укріпили воєводами і полками прикордонні з Казанським ханством міста й фортеці. Проте це не спинило Сафу Гірея від нового походу взимку 1544—1545 років. Під командуванням Амонака і Чури Нарикова казанці попалили поселення Володимирщини. Московити з Володимира й Мурома намагалися завадити їм повернутися в Казань з бранцями, але упустили противника в бою. 
Внаслідок постійних набігів військ Казанського ханства області Московської держави, що межували із ним, прийшли у часткове запустіння. 

### Московський наступ (1545—1547)

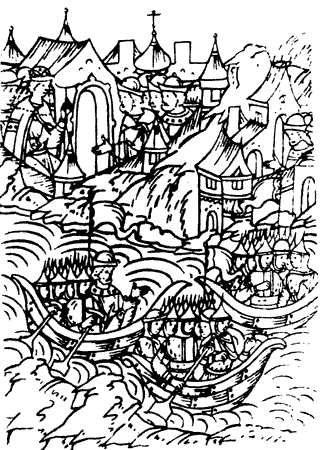
Московити рушають на Казань (1545).

Восени 1545 року московський уряд здійснив похід на Казань силами двох флотів. Нижегордським флотом командували Семен Микулинський і Василь Стародубський, а вятським флотом — Василь Оболенський і Юрій Мещерський. У квітні сили обох флотів об'єдналися під Казанню й почали спустошувати околиці. Проте через відсутність артилерії московити не змогли здобути міста. Підкріплення ж з Пермі було винищене казанцями. Тим не менш похід був успішною демонстрацією сили, що зміцнив позиції противників хана Сафи Гірея.
Після відступу московитів хан розпочав репресії проти промосковської партії, стративши навіть ханшу Ковгар-Шад. Це активізувало казанську опозицію, яку очолили сеїд Беюрган, а також мурза Кадиш і Чура Нариков. В січні 1546 року в Казані спалахнуло антиурядове повстання, внаслідок якого Сафа Гірей утік до Ногайської орди, а його кримські управлінці в уряді були перебиті. Опозиція захопила владу в країні й запросила на ханський престол промосковського касимівського хана Шах-Алі. В червні 1546 року він прибув до Казані в супроводі 4-тисячного московського війська. Казанці прийняли хана, але впустити московитів до міста відмовилися. 13 червня Шах-Алі пройшов церемонію сходження на престол, але протримався на ньому лише місяць. В липні 1546 року екс-хан Сафа Гірей отримав від ногайського бея і тестя Юсуфа військову підмогу й повернув собі Казань. Шах-Алі втік до Московії.
На початку 1547 року Москва організувала новий похід на Казанське ханство. Приводом до походу стало звернення черемиського сотника Атачика (Тугая) про допомогу великого московського князя Івана Грозного в боротьбі з казанським ханом. Взимку з Нижнього Новгороду на Казань вийшло московське військо, що складалося з великого, передового і сторожового полків, а також полків правої і лівої руки. Великим полком командували Олександр Шуйський та Семен Микулинський, передовим полком — Петро Шуйський і Юрії Дєєв, сторожевим полком — Василь Оболенський і Андрій Ромодановський, полком правої руки — Іван Пенков і Дмитро Оболенський, полку лівої руки — Яків Сабуров і Іван Мезецький. Сам Іван Грозний, що в січні прийняв титул царя, а в лютому  одружився з Анастасією Романівною, участі в поході не брав, оскільки 3 лютого. Московити дійшли до гирла річки Свіяга, поруйнували землі ханства й повернулися до Нижнього Новгороду.

### Перший Казанський похід (1547—1548)
Новий похід на Казань очолив особисто Іван Грозний. В листопаді 1547 року з Москви до Володимира були надіслані війська під командуванням Дмитра Більського, а 11 грудня туди відправився й сам цар. У Володимирі московити зібрали піхотні полки та артилерію. Вони мусили рушати на Нижній Новгород, а звідти — на Казань. У Мещері перебувало інше московське військо на чолі з касимівським ханом Шах-Алі та Федором Прозоровським. Воно складалося переважно з кінноти, що мусила йти через степ до гирла річки Цивіль, місця об'єднання обох військ. Через сніг та недопостачання основна московська сила дісталася Нижнього Новгорода лише наприкінці січня 1548 року. 2 лютого вона вирушила до казанського кордону вниз по Волзі. Проте внаслідок потепління московити втратили гармати у річці, а також багато простих вояків. Без артилерії здобути Казань було неможливо, тому Іван Грозний повернувся до Нижнього Новгорода, а згодом — до Москви. 
Тим часом московська піхота обєдналася з кінними загонами на Цивілі 18 лютого й досягла Казані. Великий полк очолював Дмитро Більський і Дмитро Палецький, передовий полк — Семен Мікулинський і Давид Палецький, полк правої руки — Олександр Шуйський і Василь Оболенський, полк лівої руки — Іван Пронський і Василь Мезецький, сторожевий полк — Петро Шуйський і Семен Гундоров. 1548 року в битві на Арському полі біля Казані передовий полк розбив військо Сафи Гірея. Московити пограбували околиці міста й через 7 днів відступили на батьківщину. 
У відповідь на цей похід казанські татари під проводом богатиря Арака здійснили наїзд на Галич і спалили довколишні села. Їх зустрів костромський намісник Захарій Яковлєв, який розбив нападників на Гусевому полі.

### Другий Казанський похід (1549—1550)

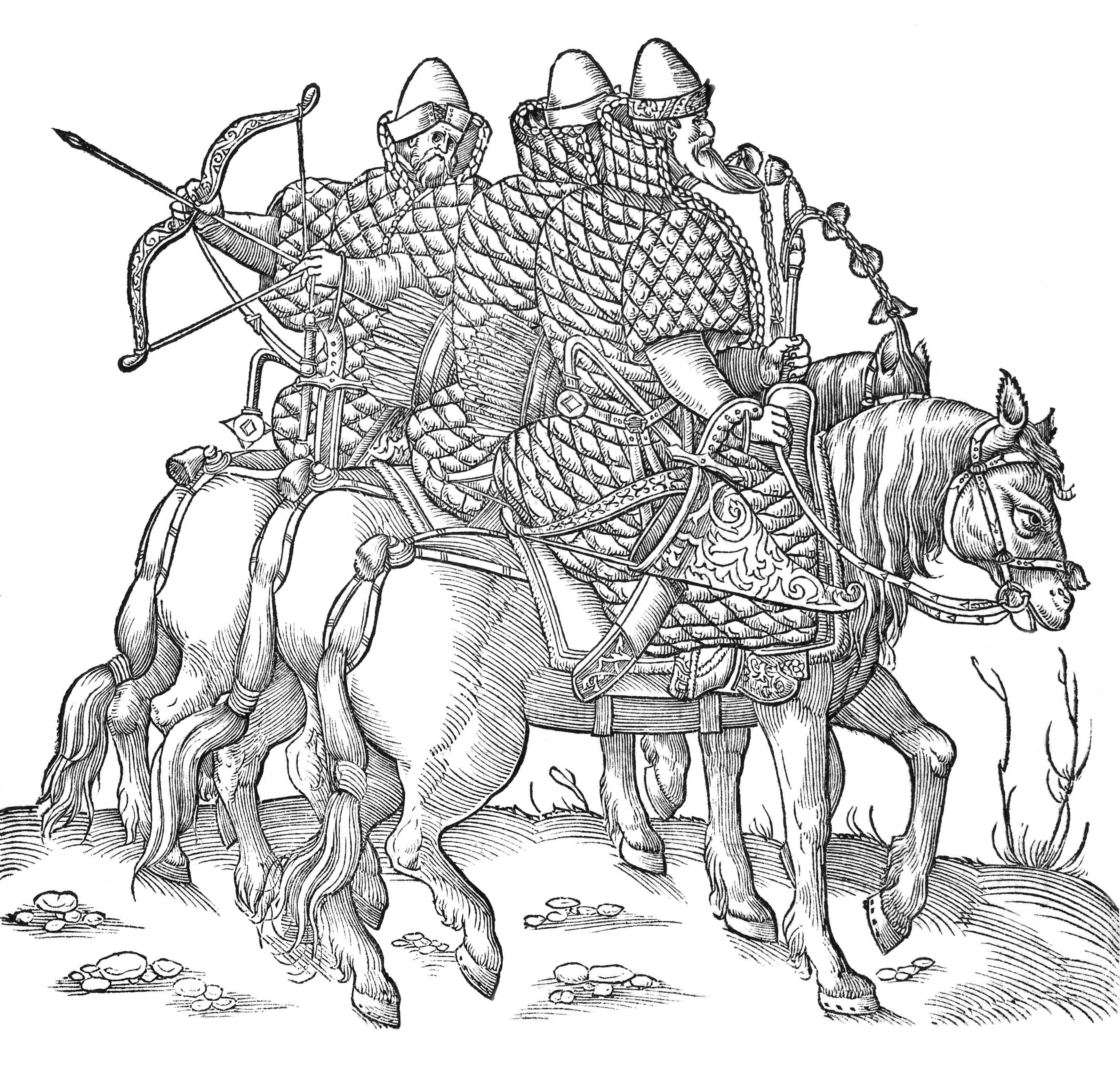
Московська кіннота (1556).

Наприкінці 1549 року раптово помер казанський хан Сафа Гірей. Його наступником став 2-річний син Утямиш. Регенткою і фактичним керівником ханства була його матір Сюмбіке, а головою уряду — оглан Кущак. Користуючись політичною слабкістю ханства, московський уряд вислав розвідувально-диверсійний загін під командуванням Бориса і Лева Салтикових.
Взимку 1549—1550 року цар Іван Грозний організував другий великий похід на Казань. Цього разу московити готувалися старанніше. Їхні війська були сконцентровані у Володимирі, Суздалі, Шуї, Муромі, Костромі, Ярославлі, Ростові та Юр'єві-Польському. Великим полком командували Дмитро Більський і Володимир Воротинський, передовим полком — Петро Шуйський і Василь Оболенський, полком правої руки — Олександр Шуйський і Василь Оболенський, полком лівої руки — Михайло Воротинський і Борис Салтиков, сторожевим полком  — Юрій Булгаков і Юрій Оболенський, єртоульним (кінної розвідки) полком — Дмитро Мікулинський і Іван Карпов.
20 грудня 1549 року Іван Грозний разом із московським військом та артилерією рушив із Володимира до Нижнього Новгорода. В похід його особисто благословив московський митрополит Макарій. 23 січня 1550 року московити полишили Нижній Новгород і виступили на Казань вниз по Волзі. 12 лютого вони підйшли до столиці ханства й заходилися готуватися до облоги. Але і цього разу нападниками завадили погодні умови — сильні дощі й вітри унеможливлювали ефективне використання вогнепальної зброї та гармат, а танення річок стало на заваді під час приступу міста. Цар простояв під Казанню 11 днів і 25 лютого відступив назад до Московії.
Так само як під час першого Казанського походу головною причиною поразки другого була погана злагодженість московського війська та недбала організація постачання провізії й спорядження. Для виправлення ситуації в майбутньому, московський уряд наказав спорудити в 1551 році фортецю в гирлі річки Свіяга, на Куртій горі. Ця фортеця мусила стати головною базою московитів, що прагнули контролювати височинне правобережжя Волги і підступи до Казані.

### Падіння Казані (1551—1552)

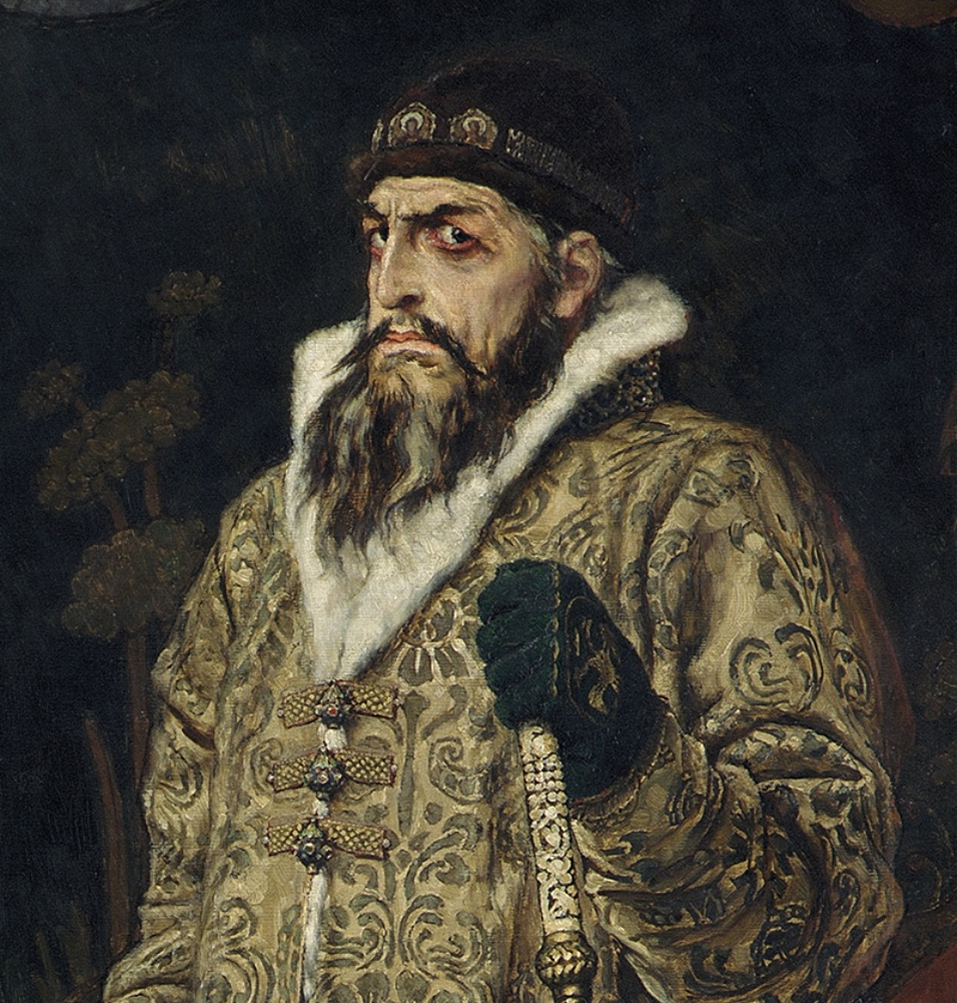
Московський цар Іван Грозний.

Весною 1551 року московський цар наказав Петру Оболенському здійснити набіг на призамкове місто Казані. Одночасно вятські вояки Бахетара Зюзіна і волзькі козаки Северги і Йолкі перекрили транспортні сполучення казанців по основних річках — Волзі, Камі й Вятці. 16 травня 1551 року Петро Оболенський рушив із Нижнього Новгороду на Казань і за два дні обложив місто. Московити змогли проникнути у казанський посад і підпалити його, але невдовзі були відтиснені назад захисниками міста. Відступивши, нападники стали табором на річці Свіязі, чекаючи на прибуття підкріплень Шах-Алі, а також матеріалів майбутньої фортеці. Наприкінці травня 1551 року московський караван із деревиною прибув до Крутої гори, де почалося будівництво. Фортеця отримала назву на честь царя — Івангород-Свіяжський (Свіяжськ) і стала форпостом Московії у Казанському ханстві. В квітні 1551 року з Рязані московити відправили інше військо під командуванням Михайла Вороного і Григорія Наумова, яке перекрило сухопутні сполучення Казані з Кримом.
Поразки від московитів спричинили невдоволення казанців засиллям кримських татар в уряді Казанського ханства. Кримські високопосадовці, мурзи і козаки на чолі з огланом Кощаком мусили полишити Казань. На Вятці їх перехопила московська застава Зюзіна і волзькі козаки. Кримських татар перебили, а Кощак потрапив у полон і був страчений у Москві. Новий уряд очоли оглан Худай-кул і бей Нур-Алі Ширін, які почали переговори із Москвою. 11 квітня 1551 року казанці уклали договір у Москві, за яким приставали на московські умови: визнати казанським ханом московського ставленика Шах-Алі, здати ханшу Сюмбіке і її сина, та передати Московії волзьке правобережжя. 11 серпня того ж року Петро Оболенський зустрів Сюмбіке із сином і супроводом і відправив їх до Москви. 14 серпня біля гирла річки Казанка відбулася загальна рада, на якій казанська світська і духовна знать присяглася дотримуватися Московського договору. 16 серпня Шах-Алі урочисто в'їхав до Казані в супроводі московитів, козаків і касимовських татар й зайняв казанський престол. Проте його панування не було довгим, оскільки новий хан підірвав свій авторитет. Він  погодився на вимогу Москви повернути полонених московитів, не зміг повернути ханству західний берег Волги і, на додаток, розгорнув репресії проти опозиції. Побоюючись повстання, 6 березня 1552 року Шах-Алі втік із Казані до Івангорода-Свяжського, захопивши із собою 84 заручника з числа казанської знаті. Незабаром до Казані прибув Семен Микулинський, якого царський уряд призначив намісником ханства. 7 травня під тиском московської зброї частина казанців прийняла присягу на вірність Івану Грозному.

Бій біля Казанської мечеті (1552).

9 березня 1552 року у Казані спалахнуло анти-московське повстання, яке очолили беї Іслам, Кебек і Алікій Нариков. Вони захопили владу у ханстві й поставили новий уряд на чолі з Чапкином Отучєвим. Члени промосковської партії були арештовані, а Отучєв відмовився відкривати столичні ворота для московського намісника Микулинського. Казанці відправили посольство до Астраханського ханства, просячи Ядигар-Мухаммеда прийняти казанський престол. Той погодився, дістався Казані й розпочав боротьбу проти московських завойовників на Волзькому правобережжі. Москва не визнала нової казанської влади й весною 1552 року розпочала підготовку до нового походу. Блокада ханства по річках була відновлена. Наприкінці березня із Нижнього Новгороду до Івангорода-Свіяжського була відправлена московська облогова артилерія, боєприпаси і провізія. На травень московити зібрали армію, що квартирувалося в Муромі, Каширі та Коломні. Кримський хан Девлет Ґерай намагався завадити московському наступу на Казань і вислав орду на Тулу. Проте московити відбили напад й за 4 дні відновили підготовку. 
3 липня цар Іван Грозний особисто очолив третій Казанський похід. 150-тисячне московське військо із 150 гарматами рушило двома колонами до Алатиря через Володимир-Муром і Рязань-Мещеру. 13 серпня дві колони об'єдналися і вступили до Івангорода-Свіяжського, а 15 серпня розпочали переправу через Волгу. На лівому березі їх зустріло 10 тисяч казанських вояків, що безуспішно намагалися спинити противника. Зважаючи на чисельну перевагу московитів, казанці відступили до столиці. 16 серпня на бік нападників перейшов казанський мурза Камай, що доповів їм про стан татарського війська Казані. 23 серпня Іван Грозний обложив Казань. Ногайська орда, що обіцяла допомогу захисникам, відмовилася, не бажаючи псувати відносини з Москвою. 26 серпня казанці спробували прорвати кільце облоги, але були загнані назад до міста. 27 серпня московити розпочали артилерійський обстріл Казані, а 4 серпня спробували перекрити водогін. 30 вересня нападники підігнали облогові вежі до всіх воріт міста й пішли на генеральний штурм, але казанський гарнізон відбив атаку. 2 жовтня відбувася другий генеральний штурм, в ході якого московити увірвалися у місто. Основна битва відбулася біля мечеті ханського палацу, в якій загинув імам Кул-Шаріф. Казань пала, а хан Ядигар-Муххамед потрапив у полон. Залогу міста винищили, а татар виселили за межі посаду, біля озера Кабан. На пам'ять про здобуття Казані московський цар наказав збудувати Собор Василія Блаженного в Москві.
Внаслідок здобуття Казані і знищення Казанського ханства Московія приєднала до своїх володінь усе Середнє Поволжя. Іван Грозний прийняв титул «царя казанського» й став правителем народів, що жили на нових теренах — чувашів, удмуртів, черемисів і башкирів. Казанська знать була прийнята на службу до московського двору і війська. Казанське ханство було перетворене на Казанське царство, що вступило в особисту унію з самодержавцями Москви. За участь в Казанських походах донських козаків, московський цар жалував їм ріку Дон з усіма притоками на «вічне користування». Після знищення Казані московити почали заселення земель колишнього ханства, що призвело до зміни етнічної карти регіону.